# Вілмінгтон (Північна Кароліна)
Вілмінгтон (англ. Wilmington) — місто (англ. city) в США, адміністративний центр округу Нью-Гановер штату Північна Кароліна. Населення — 115 451 особа (2020).
Є центром Кейп-Фіра — південно-східного регіону штату, у який крім округу Нью-Гановер входять також округи Брансвік та Пендер. Населення агломерації 2008 року становило 347 012 осіб.

## Географія
Вілмінгтон розташований за координатами 34°12′33″ пн. ш. 77°53′9″ зх. д. / 34.20917° пн. ш. 77.88583° зх. д. (34.209225, -77.885767).  За даними Бюро перепису населення США в 2010 році місто мало площу 137,27 км², з яких 133,37 км² — суходіл та 3,91 км² — водойми.

## Демографія
Згідно з переписом 2010 року, у місті мешкало 106 476 осіб у 46 948 домогосподарствах у складі 23 797 родин. Густота населення становила 776 осіб/км².  Було 53400 помешкань (389/км²).
Расовий склад населення:
| - 73,5 % — білих - 19,9 % — чорних або афроамериканців - 1,2 % — азіатів - 0,5 % — корінних американців - 0,1 % — вихідців з тихоокеанських островів - 2,6 % — осіб інших рас |

До двох чи більше рас належало 2,2 %. Частка іспаномовних становила 6,1 % від усіх жителів.
За віковим діапазоном населення розподілялося таким чином: 18,4 % — особи молодші 18 років, 67,6 % — особи у віці 18—64 років, 14,0 % — особи у віці 65 років та старші. Медіана віку мешканця становила 34,7 року. На 100 осіб жіночої статі у місті припадало 91,4 чоловіків;  на 100 жінок у віці від 18 років та старших — 88,6 чоловіків також старших 18 років.
Середній дохід на одне домашнє господарство  становив 65 596 доларів США (медіана — 42 128), а середній дохід на одну сім'ю — 88 666 доларів (медіана — 57 369). Медіана доходів становила 43 195 доларів для чоловіків та 35 605 доларів для жінок. За межею бідності перебувало 23,4 % осіб, у тому числі 31,7 % дітей у віці до 18 років та 8,4 % осіб у віці 65 років та старших.
Цивільне працевлаштоване населення становило 54 122 особи. Основні галузі зайнятості: освіта, охорона здоров'я та соціальна допомога — 25,0 %, мистецтво, розваги та відпочинок — 15,8 %, роздрібна торгівля — 13,2 %, науковці, спеціалісти, менеджери — 11,8 %.